# Micropyrum
Micropyrum (Gaudin) Link é um género botânico pertencente à família Poaceae.